# 高柳慧
高柳 慧（たかやなぎ　さとしTakayanagi Satoshi、1938年7月16日-享年64）は、日本の陸上競技の選手である。
1964年東京オリンピックに男子走幅跳で出場した。しかし1964年10月18日に開催された予選は横殴りに雨の降る悪天候で、予選通過記録が7メートル60のところ、 高柳は7メートル15にとどまり、予選敗退に終わった。

## 参照資料
1. ↑  「OLYMPIC PHOTO 1964▹2020 写真で振り返る五輪 1964年東京大会 県勢選手・陸上選手④ 走り幅跳び 高柳、雨に苦戦」『静岡新聞』令和元年（2019年）6月28日付夕刊9面。